# Moonlight Shadow (tiểu thuyết)
Moonlight Shadow(ムーンライト・シャドウ) là tiểu thuyết lãng mạn của nữ văn sĩ Nhật Bản Yoshimoto Banana, xuất bản lần đầu tiên bằng tiếng Nhật năm 1986. Tiểu thuyết này giành giải thưởng về văn học tại Nhật Bản.

## Nội dung
Nhân vật chính trong "Moonlight Shadow" là một thiếu nữ. Một tai nạn xe hơi đã cướp đi người cô yêu. Câu truyện mang hơi hướng một hồi ức huyền ảo mà êm dịu về những kỷ niệm với người yêu đã mãi đi xa. Nhưng cô gái vẫn cố níu giữ một cách tuyệt vọng ước muốn được gặp lại người yêu.

## Giá trị nghệ thuật
Kitchen khiến Yoshimoto Banana trở thành một trong những tiểu thuyết gia hàng đầu Nhật Bản đương đại. Nhưng khởi đầu của cô lại là Bóng từ Ánh Trăng. Tác phẩm được công nhận rộng rã và đạt giải Izumi Kyoka. Kyoto Sangyo University wiki Lưu trữ ngày 20 tháng 7 năm 2006 tại Wayback Machine
Những tác phẩm ra đời sau này của Yoshimoto Banana cũng chú trọng vào tính bi ai của cuộc sống hiện đại, sự mất mát trong đời sống, sự ám ảnh từ hư vô, nhất là sự ra đi của người thân, người yêu. Trong văn cô, với phái nữ còn trẻ, những khổ đau định mệnh chồng chất lên những thân phận vốn đã bị đọa đày trong xã hội hiện tại. Nhưng không vì vậy mà độc giả quên đi rằng, trong khoảng tối âm u đến thăm thẳm ấy, vẫn lấp loáng đâu đây tia sáng của hy vọng dựa trên lòng tin của tác giả vào tính nhân văn, để con người tự hồi phục hay được chữa lành.